# Мірошниченко Олександр Володимирович
Олекса́ндр Володи́мирович Мірошниченко — старший сержант Збройних сил України.

## Нагороди
8 вересня 2014 року — за особисту мужність і героїзм, виявлені у захисті державного суверенітету та територіальної цілісності України, вірність військовій присязі під час російсько-української війни, відзначений — нагороджений орденом «За мужність» III ступеня.